# Banda Toro

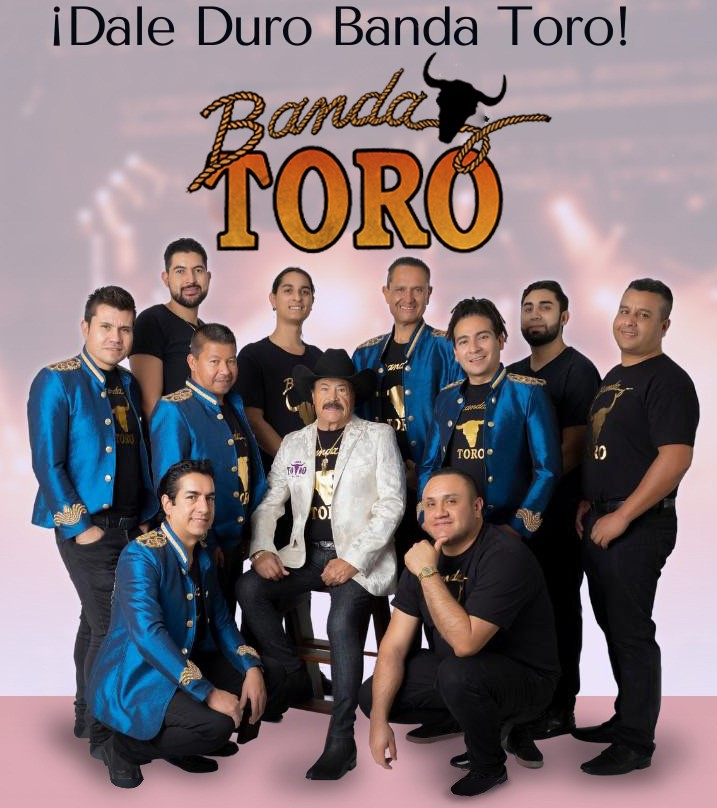
banda toro

La Banda Toro es una technobanda mexicana originaria de la ciudad de Nochistlán, Zacatecas, México que interpreta diferentes estilos musicales al estilo zacatecano de banda, especialmente cumbia banda, bolero y ranchera con fusión de Elementos Technos, cuyo cantante líder y fundador Saúl Esqueda, es también originario de Nochistlán, Zacatecas, teniendo como vocalista y fundador a Saúl Esqueda. Dicha banda se formó en el año 1992, y es considerada una de las tecnobandas precursoras de la Quebradita con temas clásicos como :La noche que murió Chicago, considerada la mejor canción de este movimiento musical adicional a el exito de temas como Los Rios de Babilonia, La Ruca no era Ruca, Anoche Me Enamoré, El Hijo Desobediente, El Recogedor, y Su Nuevo Sencillo en 2019 Y.M.C.A, etc.
En el año 1998, graban el popular tema que interpreta el cantante estadounidense Frank Sinatra A Mi Manera (My way), el disco de La Noche que murió Chicago fue producido por el famoso trompetista y arreglista Ramón Flores, cuenta el propio Saúl Esqueda que una noche al estar viendo la tele vio a la Banda Machos y dijo, "Yo voy a tener mi propia banda", y así fue, y grabó un Disco Demo para venderlo en eventos sociales en los Estados Unidos, y su sorpresa fue enorme al ver que ya era famoso, y que la radio lo tocaba y su éxito no se hacía esperar que es así como nace una leyenda.

## Historia
En 1992 Saúl graba el sencillo la noche que murió Chicago Tema que sería punta de lanza para la agrupación, de propia voz del cantante expresa "cuando entonces me di cuenta que estaba sonando la canción en todas radios de USA y México mi asombro fue Tal que me quedó en estado de Shock porque ni siquiera tenía músicos para la banda, es así que el primer disco de banda toro en la fotografía aparecen varias personas en su mayoría jornaleros que pasaban por ahí se les pago para tomarse una foto 
El 2023 lo inician celebrando su 30 aniversario en la ciudad de Sombrerete Zacatecas teniendo un lleno total reuniendo más de 25,000 personas en el foro
Sus integrantes actualmente son
- Saúl Esqueda: Fundador, líder y voz.
- Mike Morfin: Teclados, director y productor musical
- Dany Hernández Comando: Acordeón
- Alan Romero: Guitarra eléctrica
- Poncho King: Trompeta
- David: Trompeta
- René: Trompeta
- Jhon Fredy Wapacha: Trombón
- Rafael Fernández: Saxofón
- Carlos Zar: Bajo y coros.
- Luis Cuenca: Batería
- Mario Montez: Percusiones
- Jesús Madrid: Manager

Equipo de Producción (2018 a la fecha). 
- Sonia Márquez: Personal General Manager.
- Chuy Madrid: Manager
- Eduardo Fierros: Stage Manager.

## Discografía
2018 
Banda Toro grabo una producción discográfica en 2018 en la Ciudad de Guadalajara Jalisco  bajo la producción y dirección Musical del Músico Y Productor Mike Morfin haciendo mancuerna en la Coproducción y arreglos con el También Músico y Arreglista Mike Valtierra en un Material que promete mucho haciendo duetos con agrupaciones como La Revolución de Emiliano Zapata, Los Strucks, Los Master Plus entre otras sorpresas.
1993
Banda Toro
Rios de Babilonia
1994
Anoche me enamoré
Toro Remix Producción que consta de 5 temas remezclados de larga duración, entre ellos, una versión instrumental del éxito "La Noche que murió Chicago". Fue una edición de tiempo limitado.
1995
Bonito y sabroso
Salud, dinero y amor
1996
Con mucho ritmo
Con mariachi y banda
1997
Con sentimiento ranchero
1998
Un sueño más
A mi manera
2000
Hoy y siempre
2001
El desquite
2005
El sol sale para todos